# Sigismund van Brandenburg-Kulmbach
Sigismund van Brandenburg-Kulmbach (Ansbach, 27 september 1468 – aldaar, 26 februari 1495) was van 1486 tot aan zijn dood markgraaf van Brandenburg-Kulmbach. Hij behoorde tot het huis Hohenzollern.

## Levensloop
Sigismund was de derde zoon van keurvorst Albrecht Achilles van Brandenburg en diens tweede echtgenote Anna van Saksen. 
Zijn vader had na de dood van zijn broers alle Brandenburgse en Frankische bezittingen van het huis Hohenzollern verenigd en bepaalde in 1473 met de Dispositio Achillea de opdeling van zijn domeinen aan zijn zonen. Na de dood van Albrecht Achilles in 1486 ging het keurvorstendom Brandenburg naar Sigismunds halfbroer Johan Cicero, terwijl de Frankische bezittingen naar Sigismund en zijn oudere broer Frederik I gingen. Frederik kreeg Brandenburg-Ansbach, terwijl Sigismund Brandenburg-Kulmbach kreeg. Als residentie koos hij de burcht Plassenburg in Kulmbach.
Sigismund trad in zijn Frankische gebieden nauwelijks op als heerser. Hij ging in buitenlandse krijgsdienst en verbleef vaak aan het hof van keizer Maximiliaan I in Wenen, die hij diende als veldhoofdman. 
In februari 1495 stierf Sigismund op 26-jarige leeftijd tijdens een bezoek aan zijn broer Frederik. Omdat hij ongehuwd en kinderloos gebleven was, erfde Frederik zijn gebieden. Sigismund werd bijgezet in de Abdij van Heilsbronn.